# Arachne (mitologia)

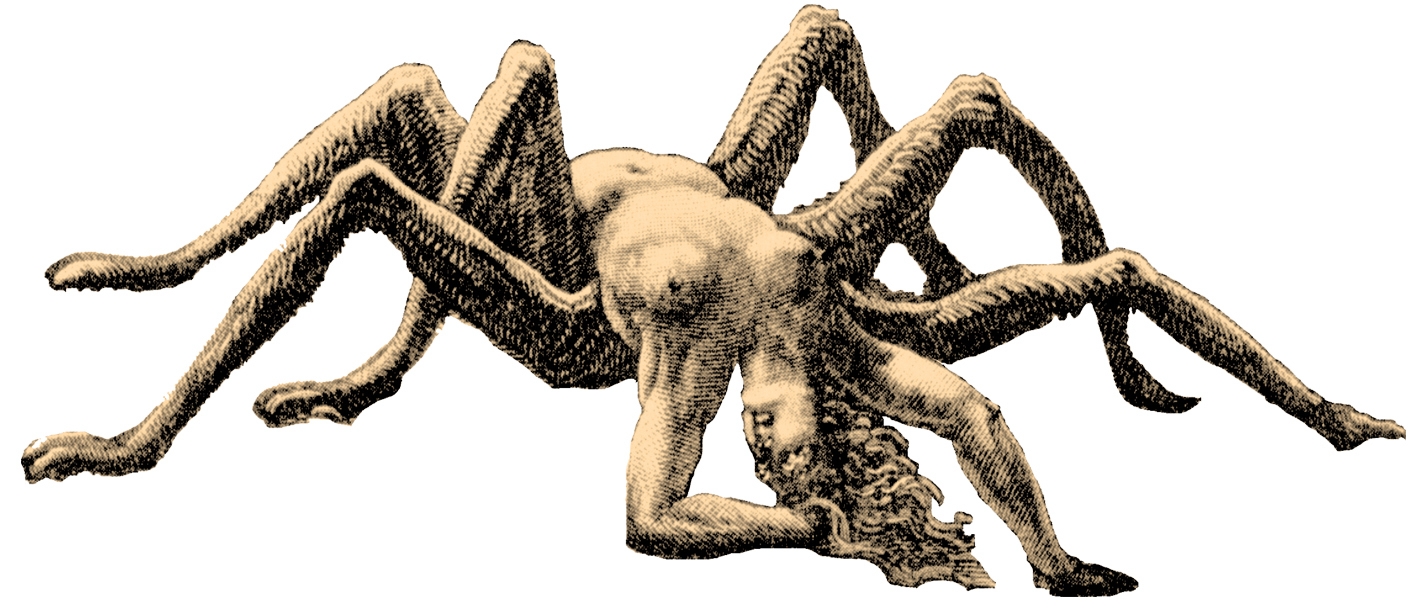
Arachne z ilustracji Gustawa Dorégo do Boskiej komedii Dantego

Arachne – w mitologii greckiej mistrzyni tkania i haftu. Uchodziła za córkę farbiarza Idmona z Kolofonu w Lidii.

## Mit o Arachne
Arachne była młodą kobietą pochodzącą z Lidii, która zasłynęła ze swojego niezwykłego talentu do tkania. Jej gobeliny budziły podziw nie tylko wśród zwykłych ludzi, ale też wśród znawców rzemiosła. Była tak dumna ze swojej sztuki, że publicznie zaczęła twierdzić, iż żadne bóstwo nie dorównuje jej umiejętnościom – nawet Atena, patronka mądrości i rzemiosła. Słowa te, powtarzane z coraz większą pewnością, dotarły do samej bogini.
Atena, w przebraniu staruszki, zjawiła się u Arachne i próbowała przemówić jej do rozsądku. Ostrzegła ją, że porównywanie się z bogami może skończyć się tragicznie, i wezwała do pokory. Arachne jednak z drwiną odrzuciła przestrogę. Wówczas Atena objawiła się w pełni swojej boskości i przyjęła wyzwanie – obie miały utkać gobelin, który miał przesądzić o tym, która z nich jest lepszą artystką.
Bogini stworzyła tkaninę pełną obrazów chwały Olimpu, przedstawiającą bogów w ich majestacie i sprawiedliwości – ukazywała między innymi kary wymierzane śmiertelnikom, którzy ośmielili się podważać boski porządek. Arachne natomiast utkała sceny ukazujące występki i przewinienia samych bogów, zwłaszcza Zeusa – jego podstępy, zdrady i przemiany, którymi uwodził ludzi. Gobelin Arachne był wykonany z taką precyzją i finezją, że nawet Atena nie mogła dopatrzyć się żadnej wady.
Mimo tego doskonałego wykonania, Atena wpadła w gniew – nie tylko z powodu jakości dzieła, lecz z powodu jego treści, które uznała za bluźniercze. W złości rozerwała gobelin Arachne i zniszczyła krosna. Dziewczyna, upokorzona i zrozpaczona, próbowała odebrać sobie życie. Atena, widząc jej czyn, nie pozwoliła jej umrzeć. Zamiast śmierci zesłała na nią przemianę – Arachne zamieniła się w pająka, który odtąd miał przez wieczność tkać sieci. Od tej pory, jak głosi mit, wszystkie pająki mają swój początek w tej jednej kobiecie, która odważyła się stanąć do rywalizacji z boginią.

## Imię
Imię Arachne pochodzi od greckiego słowa ἀράχνη, oznaczającego pająka. Od tego słowa wzięła nazwę nauka o pająkach – arachnologia oraz odmiana fobii o nazwie arachnofobia.